# Time Tunnel (videogioco 1985)
Time Tunnel è un videogioco di avventura dinamica per Commodore 64 pubblicato da US Gold nel 1985.

## Trama
L'avventura inizia all'interno della magione di un vecchio gnomo situata in una foresta nel centro della Scandinavia. Secondo la tradizione degli gnomi, quando un re giunge all'età di 350 anni, occorre eleggere un successore. Il giocatore impersona lo gnomo che, avendo l'età di 114 anni, è il primo per poter aspirare al trono di re. Per raggiungere questo obiettivo deve però raccogliere sette pagine di un testo che sono state sparse da un malvagio ciclope in varie epoche storiche. Soltanto dopo essere entrato in possesso di tutte le pagine ed averne decifrato il testo sarà possibile ottenere il potere magico necessario a liberare gli gnomi intrappolati negli alberi della foresta dagli spiriti e diventare così il re.

## Modalità di gioco
Lo gnomo si muove all'interno di diverse schermate con visuale in prospettiva o di profilo, collegate tra loro da porte e altri passaggi, e ha la possibilità di raccogliere e depositare oggetti.
Scopo del gioco è viaggiare nelle varie epoche storiche al fine di rintracciare le sette pagine, ciascuna delle quali è collocata in una determinata epoca. Per fare ciò occorre prima attivare una macchina del tempo situata nella magione dello gnomo accendendo il fuoco del camino. Una volta fatto ciò è possibile viaggiare nelle seguenti epoche:
1. La magione dello gnomo
2. Età della pietra, 9600 a.C.
3. Persia magica, 893 a.C.
4. Grecia mitologica, 86 a.C.
5. Colonia Salem, nel Maine, 1692
6. California della corsa all'oro, 1849
7. Spazio intergalattico, 3456
8. Buco nero, 9999

Per ottenere le pagine occorre risolvere alcuni enigmi e superare determinati ostacoli. È inoltre possibile accedere all'inventario degli oggetti posseduti, rappresentato come una stanza in cui lo gnomo si muove normalmente, premendo per alcuni secondi il tasto fuoco del joystick; inizialmente si possiede una torcia che risulta indispensabile in alcuni punti del gioco per illuminare luoghi bui.
Nella confezione originale del gioco è possibile rintracciare alcuni consigli su come risolvere gli enigmi che si presentano nel corso del gioco.